# نکا ۱۲۲۳

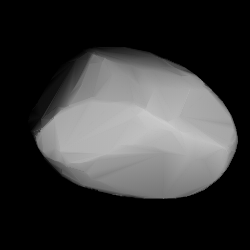
مدل سه‌بُعدی سیارک نکا ۱۲۲۳ بر اساس منحنی نور آن

سیارک ۱۲۲۳ (به انگلیسی: 1223 Neckar، نامگذاری:1931TG) هزار و دویست و بیست و سومین سیارک کشف شده‌است که در ۶ اکتبر ۱۹۳۱ و در هایدلبرگ کشف شد.
قدر مطلق سیارک برابر ۱۰٫۵۸ است.